# Jack Findlay
Jack Findlay, född 5 februari 1935 i Mooroopna, Australien, död 19 maj 2007 i Mandelieu i Frankrike, var en australisk roadracingförare.

## Roadracingkarriär
Findlay körde i Grand Prix-sammanhang i 18 år, men tog bara tre segrar (samtliga i 500GP). Findlay pratade flytande franska och var gift med en fransyska i slutet av sitt liv, och dödsbudet kom samma dags som Frankrikes MotoGP 2007 skulle köras. Ingen tribut hanns med då, men han fick en officiell tribut året efter.